# Raión de Kobeliaky
Kobeliaky (en ucraniano: Кобеляцький район) es un raión o distrito de Ucrania en el óblast de Poltava. 
Comprende una superficie de 1823 km².
La capital es la ciudad de Kobeliaky.

## Demografía
Según estimación 2010 contaba con una población total de 54144 habitantes.

## Otros datos
El código KOATUU es 5321800000. El código postal 39200 y el prefijo telefónico +380 5343.